# 済美高等学校 (岐阜県)

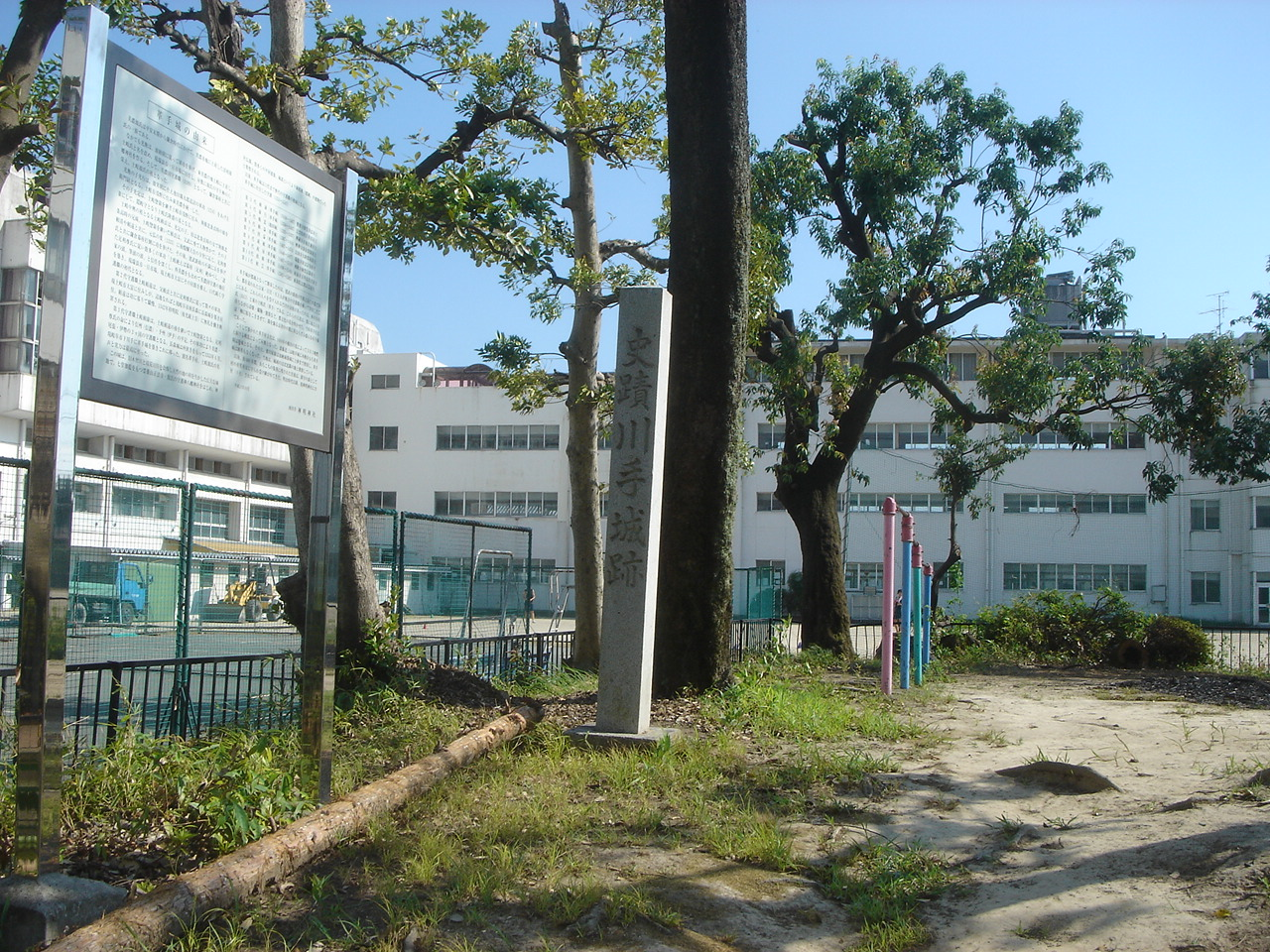
済美高校の一角にたつ川手城の石碑

済美高等学校（せいびこうとうがっこう）は、岐阜県岐阜市にあるキリスト教教育を実施している私立高等学校。

## 概要
済美女子高等学校であったが、2004年（平成16年）4月から男女共学部普通科を設置し、名称が済美高等学校となった。学校法人岐阜済美学院が経営している。准看護師を養成する施設や保育士資格準備に対応した施設を有する。系列校は、中部学院大学である。

## 設立の経緯
学校法人岐阜済美学院は、創立者・片桐龍子の手により岐阜裁縫女学校として1918年（大正7年）に発足した。その後、戦火をくぐった創立者の子女・片桐孝がキリスト者だったこともあり、反戦・平和への祈りと願いから戦後はキリスト教主義学校として出発。1951年（昭和26年）に設立認可された。

## 建学の精神
旧約聖書の箴言1章7節『神を畏れることは、知識のはじめである』を建学の精神としている。

## 教育指針
清く・正しく・愛情深く・確かな学力・豊かな心・健やかな身体

## 校名の由来
1. 『春秋左氏伝』文公十八年から｢世済其美 不隕其名｣（よよそのびをなし、そのなをおとさず）より済美
2. 教育に関する勅語「億兆心ヲ一ニシテ世々厥ノ美ヲ済セルハ此レ我カ國體ノ精華ニシテ教育ノ淵源亦實ニ此ニ存ス」

## 沿革
- 1918年4月 - 創立者、片桐竜子が岐阜市溝旗町に裁縫塾を開設。
- 1918年9月 - 岐阜裁縫女学校の設置認可を受ける。
- 1919年4月 - 岐阜裁縫女学校を開設。
- 1920年4月 - 岐阜市田生越町に新校舎落成し移転。
- 1925年2月 - 高等女学校令により岐阜実科高等女学校の設置認可を受ける。
- 1925年4月 - 同校開校式を挙行。片桐竜三郎が校長に就任。
- 1928年4月 - 岐阜裁縫女学校を廃止し、岐阜女子高等技芸学校開設。片桐竜子が校長に就任。
- 1940年4月 - 岐阜実科高等女学校を本科に組織変更し校名を片桐高等女学校と改称する。
- 1940年5月 -  校長 片桐竜三郎が死去。
- 1940年6月 -  片桐竜子が校長に就任。
- 1941年3月 -  岐阜市外厚見村（現在の岐阜市正法寺町33）に校地10200㎡を購入。
- 1942年10月 - 校長 片桐竜子が退任し、楠基道が校長に就任。片桐高等女学校を岐阜済美高等女学校と改称する。
- 1944年3月 - 財団法人岐阜済美学園設置認可を受ける。
- 1944年4月 - 岐阜済美女子商業学校開設。
- 1944年6月 - 校長 楠基道が退任、後藤正が校長に就任。
- 1948年4月 - 学制改革により岐阜済美高等女学校を新制高等学校に切替え、済美女子高等学校と改称。普通科、家庭科、別科を設置。
- 1949年1月 - 済美幼稚園を設置する。
- 1951年3月 - 学校法人岐阜済美学院の設置認可を受ける。
- 1952年4月 - 定時制課程（夜間）を併設。
- 1956年2月 - 旧校舎1棟を岐阜市正法寺町に移転。（木造2階建820㎡）洗濯室兼調理室、倉庫を増築。
- 1956年3月 - 併設中学校及び済美女子高等学校別科を廃止。
- 1957年3月 - 定時制課程（夜間）を廃止。
- 1957年4月 - 保育科を設置。従来の家庭科を被服科と改称する。
- 1957年4月 - 木造2階建校舎650㎡増築。
- 1957年6月 - 岐阜県立保母研修所を8ヶ月間委託される。
- 1957年9月 - 寄宿舎（友愛寮）を改築。
- 1961年4月 - 商業科を設置する
- 1961年4月 - 済美女子高等学校に商業科を設置する。
- 1961年6月 - 校地3600㎡を購入。
- 1962年6月 - 鉄筋4階建校舎1700㎡増築。
- 1963年4月 - 岐阜済美学院保母養成所を開設（岐阜市正法寺町）。
- 1963年5月 - 創立者、片桐竜子 死去。
- 1963年6月 - 創立者の学院葬を行う。
- 1963年8月 - 岐阜済美学院保母養成所を岐阜済美保育専門学院に改称。
- 1964年2月 - 岐阜幼稚園教員養成所の設置認可を受ける
- 1964年3月 - 鉄筋4階建校舎1700増築。
- 1965年3月 - 鉄筋4階建校舎680㎡、昇降口164㎡増築。
- 1965年5月 - 関市藤谷に校地20520㎡購入。
- 1966年3月 - 被服科を廃止し、普通科被服コースに改編。
- 1966年3月 - 校地（寄宿舎用）800㎡購入。
- 1966年4月 - 衛生看護科を設置。岐阜済美保育専門学院募集停止。
- 2004年4月 - 男女共学になり、済美女子高等学校から済美高等学校へ校名変更する
- 2017年4月 - 男女共学部普通科、選抜特進コース、特進コース、総合進学コース、商業科。女子部普通科、健康福祉コース、生活文化コース、保育科、看護科。これら2部4学科5コースに改編。
- 2017年6月 - 職員の休暇・主張等の電子申請の開始。
- 2017年8月 - グラウンド整備により、投擲サークル及び走幅跳び用タータントラックの新設。全館Wi-Fi環境を設備及び高速（1G）インターネットの開通。部活動のためのマイクロバスを導入。
- 2018年4月 - 保育科及び、普通科の生活文化コース、健康福祉コースが男女共学に変更。

## 設置学科
- 普通科（選抜特進、特進、総合進学、生活文化、健康福祉）
- 保育科 - 高大連携で、系列大学の保育科目を履修できるが、保育士資格は取れない。
- 商業科
- 衛生看護科（女子部） - 専攻科併置でなく、卒業時は准看護師資格しか取れない。

## 部活動

### 運動部系
- 剣道部
- 陸上部
- 卓球部
- 新体操部
- 弓道部
- ライフル射撃部
- 女子バレーボール部
- バトントワリング部
- バドミントン部
- 女子バスケットボール部
- テニス部
- ソフトボール部
- 空手部

### 文化部系
- 演劇部
- フォークソング部
- 放送部
- 美術部
- 読書文芸部
- 動画研究部
- 調理部
- 茶華道部
- 書道部
- 手話部
- 写真部
- 児童文化部
- 科学部（現在活動休部中。但し入部者は随時募集中。）
- 吹奏楽部
- ファッションテクニカル部
- コンピュータ部
- ESS（現在活動休部中。）
- ディアコニア部

### 宗教部系
- 聖歌隊
- ハンドベルクワイア

## 交通機関
- JR東海道本線・高山本線 岐阜駅南口から約2km。
- 名鉄名古屋本線・各務原線 名鉄岐阜駅から約2km。
- 名鉄名古屋本線 加納駅から約1.4km。
- 名鉄名古屋本線 茶所駅から約1.2km。
- 名鉄名古屋本線 岐南駅から約1.2km。
- 名鉄名古屋本線・竹鼻線 笠松駅から約2.7km。
- JR岐阜駅から北口バス停5番のりば｢下川手｣行に乗車、 「下川手」バス停下車、徒歩で約3分。

## その他
校内に川手城の石碑があり、当時の土塁の一部も残っている。

## 系列校
- 中部学院大学
- 中部学院大学短期大学部
- ふぞく幼稚園
- 桐が丘幼稚園
- 岐阜市指定管理者 社会福祉法人中部学院福祉会 岩野田児童センター
- 社会福祉法人中部学院福祉会 常磐保育園

## 出身者
- 清水綾乃 - 女子射撃競技選手。
- 坪井保菜美  - 新体操選手　※ 2年進級時に転出。